# Маслюк Анатолій Федорович
Анатолій Федорович Маслюк (10 лютого 1937 )  доктор хімічних наук, старший науковий співробітник, лауреат Державної премії УРСР в галузі науки і техніки, премії імені А.І. Кіпріанова
НАН України. Відомий вчений у галузі фотохімії полімеризаційноздатних олігомерів.

## Біографія
Анатолій Федорович Маслюк народився 15 лютого 1937 р. у м. Керч (Кримська автономна республіка). В 1955 р. закінчив Кримський технікум
механізації сільського господарства. Вищу освіту здобув у 1965 р. на хімічному факультеті Дніпропетровського державного університету за спеціальністю “органічна хімія”. Після закінчення університету працював на посаді інженера, старшого інженера - керівника групи, молодшого наукового співробітника відділу олігомерів Інституту хімії високомопекулярних сполук АН УРСР (м. Київ), Де виконував роботи із синтезу нового класу полімеризаційноздатних олігомерів - олігоуретанакрилатів, вивчення процесів їх полімеризації та властивостей. Результати цих досліджень узагальнені ним у кандидатській дисертаційній роботі, яку він захистив у 1972 р. З 1972 до 1978 р. А.Ф. Маслюк працював старшим науковим співробітником лабораторії антикорозійних покриттів і лабораторії Друкарських форм відділу спецвидів друку Всесоюзного науково-дослідного і проектного інституту хімічної промисловості, де займався розробкою та впровадженням у промисловість олігоуретанакрилатів і композицій, що фотополімеризуються . У 1977 р. йому присвоєно вчене звання старшого наукового співробітника. У 1978 р. А.Ф. Маслюк повернувся на роботу в Інститут хімії високомолекулярних сполук АН УРСР у відділ олігомерів, де працював до 1998 р. і обіймав посади старшого наукового співробітника та провідного і головного наукового співробітника після захисту у 1986 р. дисертаційної роботи на здобуття вченого ступеня доктора хімічних наук. 

## Науковий доробок
Маслюку А.Ф. належить розробка основ синтезу нових типів світлочутливих полімеризаційноздатних олігомерів і олігоуретанів та їх композицій. Ним розроблені та реалізовані методи отримання поліуретанових матеріалів лінійної та сітчастої структури за радикально-ланцюговим механізмом при фотоініціюючому отвердненні полімеризаційноздатних олігомерів за наявності розроблених нових олігомерних фотоініціаторів і фотосенсибілізаторів. Вивчено механізм пошарового фотоініційованого твердіння олігомерів під дією УФ-опромінення.
А.Ф. Маслюк - лауреат Державної премії України в галузі науки і техніки ,,Наукові основи створення фоточутливих олігомерних матеріалів і методів реєстрації оптичної інформації та їх використання у наукоємних технологіях” і премії імені А.І. Кіпріанова НАН України за цикл наукових праць "Здатні до фотополімеризації композиції та матеріали на основі уретанвмісних олігомерів”.

Тема  дисертаційної роботи на здобуття наукового ступеня кандидата хімічних наук: ,,Отримання і полімеризація олігоур'етанакрилатів та властивості полімерів на їх основі”

Тема  дисертаційної роботи на здобуття наукового ступеня доктора хімічних наук: ,,Полімеризаційноздатні олігоуретани, термо- і фотохімічне формування поліуретанів на їх основі”

## Вибрані праці
За результатами наукових досліджень А.Ф. Маслюком опубліковано понад 180 наукових праць, серед яких дві монографії та 45 авторських
свідоцтв СРСР на винаходи.

### Монографії
- 1. Грищенко В.К., Маслюк А.Ф, Гудзера С.С. Жидкие фотополимеризующиеся композиции. - Киев: Наукова думка, 1985. 208 с.
- 2. Маслюк А.Ф., Храноєский В.А. Фотохимия полимеризационноспособных олигомеров. - Киев: Наук. думка, 1989. - 192 с.

### Статті
- 1. Спирин Ю.Л., Магдинец В.В., Маслюк А.Ф. Кинетика полимеризации олигоуретанакрилатов// Высокомолекуляр. соединения. Сер. А - 14, №2. - 1972. - С. 317-323.
- 2. Маслюк А. Ф., Храновский В.А., Сопина И.М, Березницкий Г.К., Грищенко В.К. Исследование процесса послойной фотополимеризации // Высокомолекуляр. соединения. Сер.А. - 25, № 12. - 1983. - С. 2586-2593.
- 3. Маслюк А, Ф., Липатов Ю. С., Бойко В.П., Березницкий Г.К., Грищенко В.К. Исследование ионизации уретансодержащих олигомеров с концевыми аминогруппами // Высокомолекуляр. соединения. Сер.А. -26, М: 11. - 1984. - С. 2286-2290.
- 4. Маслюк А. Ф., Миронов Л.И., Привалко В.П., Антонов А.И., Сопина И.М эффект ,,самоармирования” в многослойных пленках // Докл. АН УССР. -сер.Б. - 1984. №2 - С. 43-46.
- 5. Маслюк А.Ф., Храновский В.А., Грищенко В.К., Липатов Ю.С. Распределение степени превращения по толщине слоя полимера при фотополимеризации композиций // Высокомолекуляр. соединения. Сер.А. -28, -1986. том 5. - С. 929-933.
- 6. Маслюк А.Ф., Керча С.Ф. Сопина И.М Фотополимеризация метилметакрилата, инициированная олигоуретанбензоинами различной химической природы // Укр. хим. журн. - 1989.- 55, М 7.- С. 758-762.
- 7. Маслюк А.Ф., Березницкий Г.К., Храновский ВА, Сопина И.М Синтез и свойства олигозфируретанметиленизобутоксибензоила // Укр. хим.
- 8. Maslyuk, A. F., Bereznitskii, G. K., Ageeva, V. V., Khranovskii, V. A., Sopina, I. M., & Ryabov, S. V. (1999). Photosensitized oligo (carbonate methacrylate) polymerization in the presence of triethylamine and benzophenone derivatives. Polymer science. Series A, Chemistry, physics, 41(3), 272-276.
- 9. Maslyuk, A. F., Ageeva, V. V., Bereznitskii, G. K., Khranovskii, V. A., Shtompel, V. I.,  Sopina, I. M. (1997). Bulk polymerization of the oligocarbonate methacrylate OKM-2 photosensitized by oligooxypropylene glycol benzophenones. Polymer science. Series A, Chemistry, physics, 39(5), 515-521.
- 10. Ogul'chansky, T. Y., Yashchuk, V. M., Maslyuk, A. F., Bereznitskii, G. K., & Kachkovsky, O. D. (2001). Peculiarities of triplet exciton jump mechanism in unconjugated polymers with pendant benzophenone-type groups. Molecular Crystals and Liquid Crystals Science and Technology. Section A. Molecular Crystals and Liquid Crystals, 361(1), 25-30. [1]
- 11. Maslyuk, A. F., Kercha, S. F., Shakhnin, D. B., Bereznitskii, G. K., Shikhanova, N. A., Sopina, I. M., & Kudinov, S. A. (2004). Photoinduced solution copolymerization of N-vinylpyrrolidone with vinyl monomers. Polymer science. Series B, 46(3-4), 98-100.
- 12. Ryabov, S. V., Shtompel, V. I., Maslyuk, A. F., Kercha, Y. Y., & de Namor, A. D. (2006). Copolymers based on butyl methacrylate and β-Cyclodextrin: Synthesis and structure. Polymer Science Series A, 48(4), 367-374. [2]